# فرحان شبيلات
فرحان شبيلات (1911 - 1979)، هو سياسي وسفير أردني. ولد في الطفيلة عام 1911 وتلقى تعليمه بها وبعد ذلك واصل تعليمه الثانوي في مدرسة السلط، وبعدها أوفدته الحكومة للدراسة في الجامعة الأمريكية في بيروت، وتخرج فيها بعد أن حصل على درجة البكالوريوس في العلوم. بدأ حياته معلما، أمضى سنة واحدة في سلك التعليم، ثم غادر إلى العراق وعمل في حقل التدريس حتى عام 1941. وبعد عودته إلى الأردن. تنقل في عدة وظائف منها: مراقب لوازم، مفتش في دائرة الأراضي والمساحة، وفي عام 1946 عُيّن سكرتيرا في المفوضية الأردنية في بيروت.

## المسار المهني
- 1949 كان سفيراً في بيروت (لبنان) والانتخابات البرلمانية السورية لعام 1947.[2]
- 1951 حتى عام 1952، كان يشغل منصب رئيس غرفة طلال الأردنية.
- 1954 كان مبعوثا في بغداد.[3]
- 1953 - 1955 كان عمدة عمان.
- 1955 كان وزيراً للدفاع في كابينة سعيد المفتي.
- 1956 إلى 1957 كان سفيرًا في بون.[4]
- 1959 إلى 1966 كان سفيرًا في تونس مع اعتماد دبلوماسي متزامن في 6 شارع شنوة الجزائر (الجزائر)، طرابلس (ليبيا)، 1961 في الرباط، 1964 في بغداد (العراق).
- 28 أكتوبر 1965 تم تعيينه سفيراً في واشنطن العاصمة من 16 نوفمبر 1965 إلى 28 أغسطس 1967.
- 12 سبتمبر 1967 إلى 1971 كان سفيرًا في بون.
- 10 ديسمبر 1977 صدر مرسوم ملكي بتعيين فرحان شبيلات في مجلس الأعيان.[5]